# Charlie Rodrigues
Charlie „El Gato“ Rodrigues (* in Massachusetts) ist ein puerto-ricanischer Jazz-Musiker (Saxophon, Klarinette, Bass und Vibraphon) und Bandleader.
Rodrigues wurde in Massachusetts als Sohn portugiesischer Einwanderer geboren. Er studierte Musik am Boston Conservatory of Music und an der Naval Musical Academy. 1949 kam er erstmals als Mitglied der Special Services Division der United States Navy nach Puerto Rico. Er kehrte später zurück, um eine Puerto-Ricanerin zu heiraten und sich dauerhaft dort niederzulassen, und trat mit den führenden Bands der Insel auf. Er war Mitte der 1950er Jahre mit dem Pianisten Luisito Benjamin der führende moderne Jazzmusiker auf Puerto Rico, wo Jazz allerdings erst langsam an Bedeutung gewann, auch in Verbindung mit den dort stationierten amerikanischen Soldaten. Die einheimischen Puerto-Ricaner bevorzugten Tanzmusik mit Clave-Rhythmus und Gesang. Musikern in Puerto Rico gefiel aber im Jazz die freiere Alternative zur damals hochkommerzialisierten lateinamerikanischen Tanzmusik. Der Aufschwung des Jazz Anfang der 1960er Jahre war teilweise eine Folge des Ausfalls von Havanna durch die kubanische Revolution, weshalb amerikanische Entertainer nach Puerto Rico auswichen. Im April 1962 gründete Rodrigues den The Puerto Rico Jazz Workshop mit dem Posaunisten (auch French Horn) Dave Wells (oder Dale Wells). Nach Billboard vom 12. Oktober 1963 (S. 32) war das die größte regelmäßige Jazzveranstaltung in Puerto Rico und traf sich einmal im Monat. Mit diesem und der daraus hervorgehenden Fernsehserie The Jazz Workshop wurde er zum Initiator des Interesses an der Jazzmusik auf Puerto Rico. Die Sendung wurde über das staatliche Fernsehen übertragen. Ein weiterer Protagonist in den 1960er Jahren war der Pianist Paul Neves mit seinem Caribbean Jazz Workshop.